# Seven Rio
Le Seven Rio est un navire de services qui peut être utilisé comme navire poseur de canalisations et navire-grue. Le navire appartient à l'entreprise de services offshore Subsea 7. Il navigue sous le pavillon de l'île de Man et son port d'attache est Douglas.

## Histoire
Le navire a été construit au chantier naval néerlandais  IHC Offshore & Marine à Krimpen aan den IJssel (Rotterdam). Il a été équipé d'une puissante grue développée par Huisman.
Seven Navica est capable de réaliser des travaux de pose de tuyaux flexibles de 50 à 648 mm à des profondeurs allant jusqu'à 3.000 mètres.  Il est équipé d'une grue d'une capacité de 100 tonnes et d'une tour de pose de canalisations d'une capacité de 550 tonnes. Son pont de travail d'une superficie de 1.200 m² est conçu pour une charge maximale de 5 tonnes/m², et à certains endroits jusqu'à 10 tonnes/m². Les tuyaux flexibles sont placés sous le pont sur deux carrousels d'une capacité de 2.500 et 1.500 tonnes.
Le navire dispose de deux sous-marins télécommandés (ROV) de type "Forum XLX-C" , capables d'effectuer des tâches à des profondeurs allant jusqu'à 3.000 mètres.
Le déplacement sur zone d'exécution des travaux est effectué à une vitesse opérationnelle de 13 nœuds. La précision de positionnement est assurée par le système de positionnement dynamique, et la centrale de propulsion se compose de six moteurs Wärtsilä d'une capacité de 3,84 MW chacun.
Il dispose à bord de cabines pour 120 personnes. La livraison du personnel et de la cargaison peut être effectuée à l'aide de l'hélipad, qui est conçu pour recevoir des hélicoptères de type  Sikorsky S-92 ou Super Puma pesant jusqu'à 12.8 tonnes.

## Missions
En 2010, Subsea 7 a reçu d'importants contrats du géant brésilien du pétrole et du gaz. En particulier, dans le même chantier naval néerlandais pour Sapura Navegacao Maritima a créé une série de cinq navires ( Sapura Diamante, Sapura Topázio et autres), qui ont la même capacité de charge de la tour de tuyaux, le poids des carrousels avec tuyaux, centrale électrique et même la taille comme dans le Seven Rio. La dimension choisie pour eux - longueur 146 mètres, largeur 30 mètres - a été expliquée par les exigences des ports brésiliens de pouvoir les recevoir à quai.
Seven Rio, avec les Seven Sun et Seven Cruzeiro similaires, fait partie d'une série de navires construits pour travailler sur des projets de Petrobras, qui développe activement de nombreux champs de pétrole et de gaz au large des côtes brésiliennes et en particulier dans le développement du champ pétrolifère super-géant Libra.
À l'été 2017, Petrobras a prorogé le contrat d'utilisation du Seven Rio jusqu'au deuxième trimestre 2021.

## Galerie

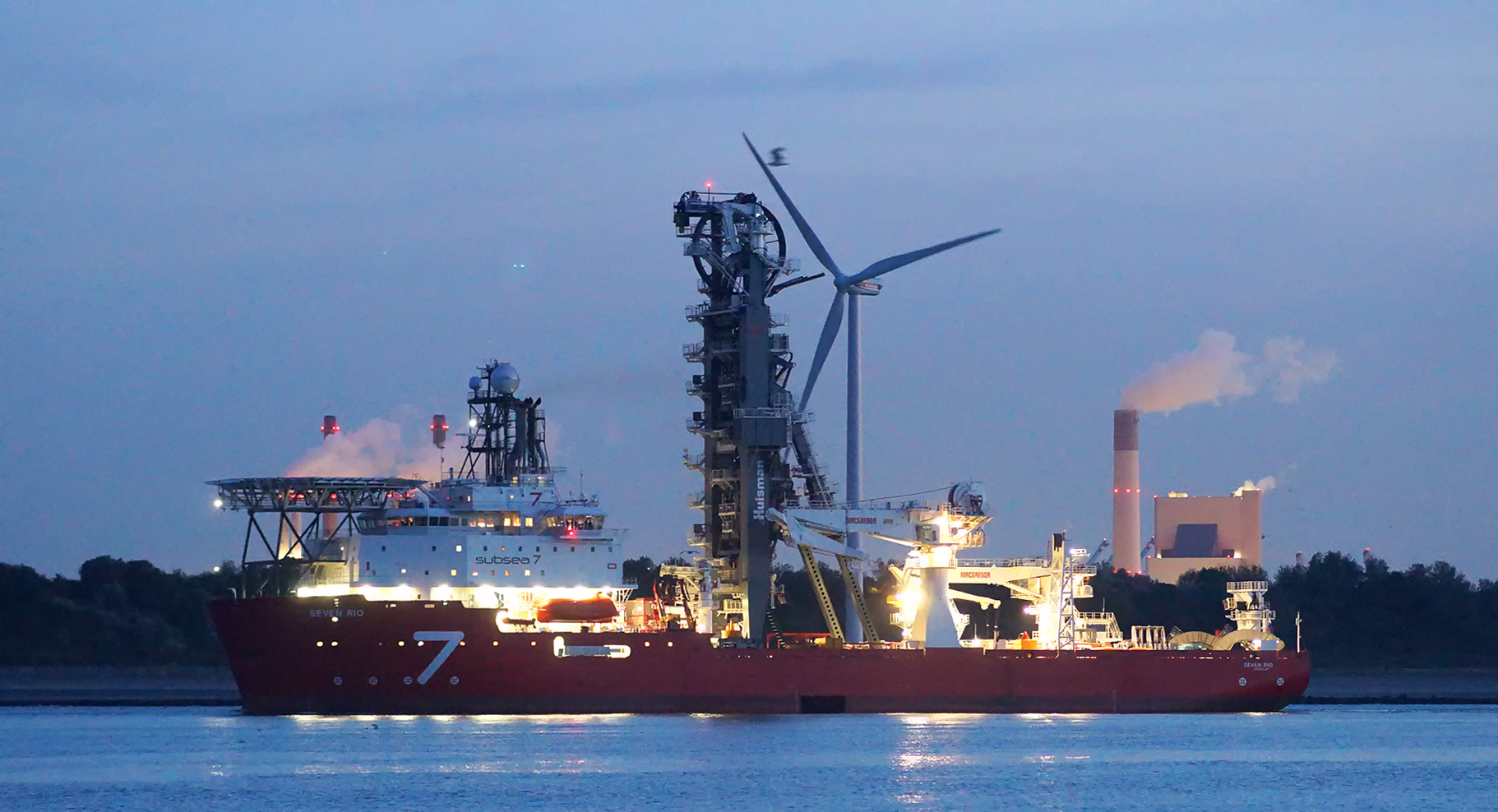
Seven Rio de nuit
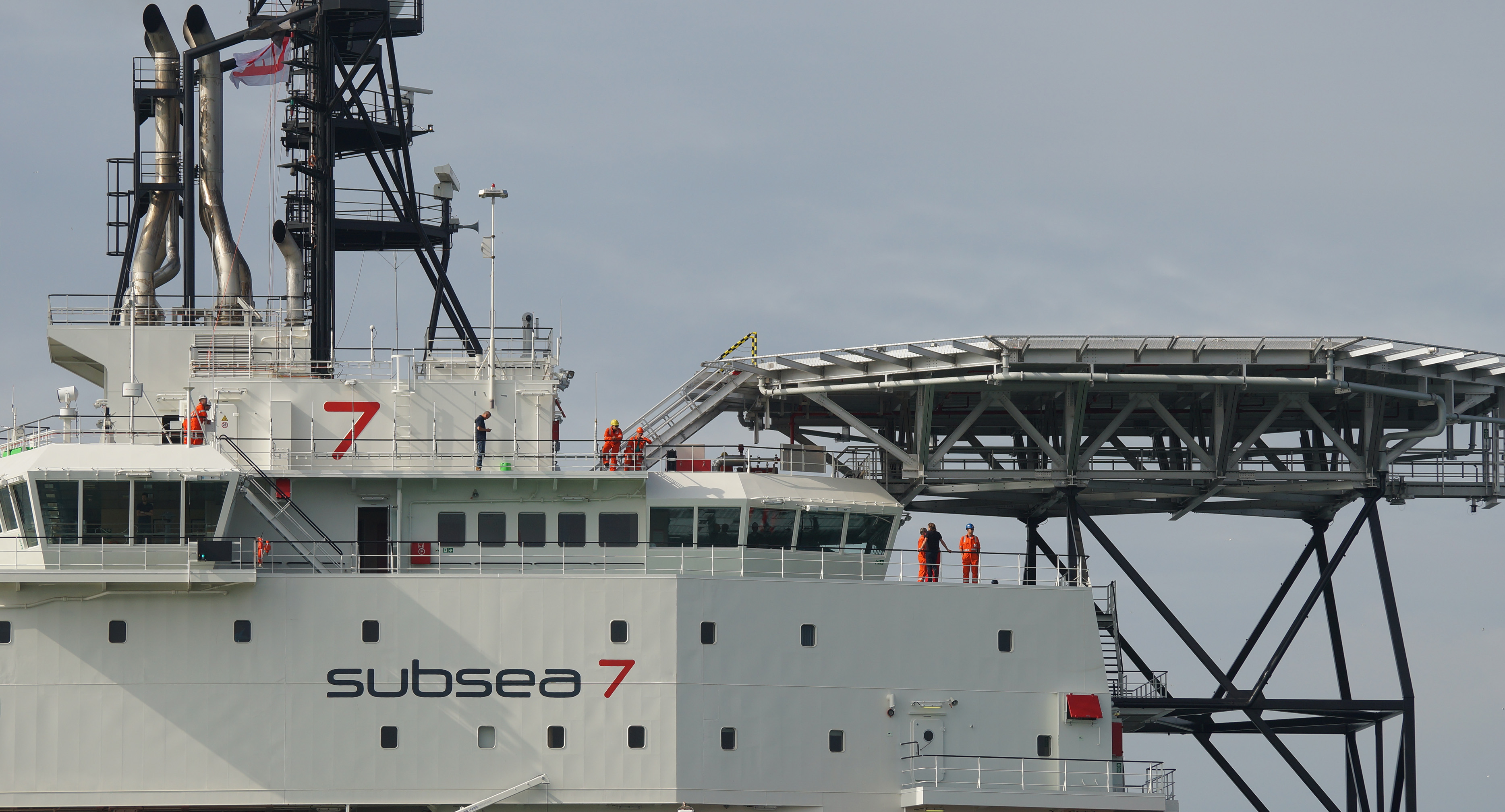
Hélipad
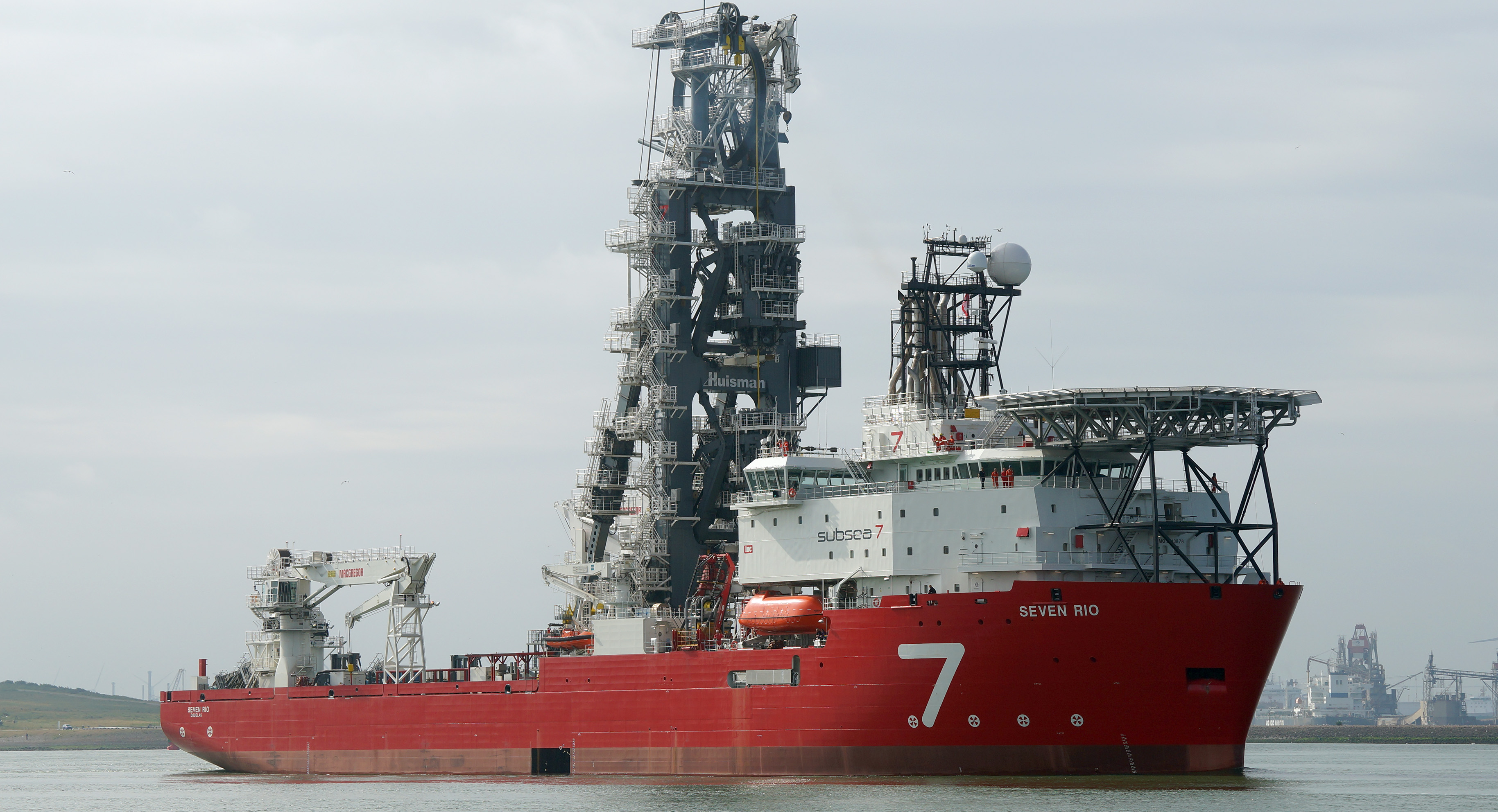
Seven Rio en 2015

### Articles externes
- Seven Rio - Site vesselfinder
- Seven Rio - Site Subsea 7
- Site Subsea 7